# Indigenous Music Awards
Les Indigenous Music Awards, anciennement appelés les Aboriginal Peoples' Choice Music Awards, sont un prix annuel de la musique canadienne, décerné aux Autochtones qui travaillent dans l'industrie de la musique.

## Histoire
L'APCMA (Aboriginal Peoples' Choice Music Awards) reçoit le soutien financier du ministère du Patrimoine canadien dans le cadre de la Stratégie canadienne en ligne. La cérémonie est diffusée à la télévision par le Réseau de télévision des peuples autochtones.
En 2014, Iceis Rain est devenu la première personne ouvertement bispirituelle à se produire aux Aboriginal Peoples Choice Music Awards.

## Controverse
En 2019, plusieurs artistes inuits, dont Tanya Tagaq Gillis et Kelly Fraser, ont boycotté les prix en raison d'accusations d'appropriation culturelle. L'une des nominations aux prix dans la catégorie Meilleur album folk cette année-là a été décernée à Connie LeGrande, une artiste crie de la Saskatchewan dont l'album incorporait le chant de gorge inuit. Cependant, LeGrande avait chanté la gorge elle-même plutôt que d'embaucher un collaborateur inuit. Lisa Meeches, la directrice des prix, a fait l'objet de nouvelles critiques lorsqu'elle a déclaré qu'elle considérait qu'il était impossible pour les cultures autochtones de s'approprier les unes les autres.